# Ariídeos
Os ariídeos (Ariidae) ou bagres-marinhos constituem uma família da ordem dos siluriformes. Tal como os peixes-gato de água doce (família Ictaluridae), caracterizam-se pelo seu revestimento sem escamas, por uma barbatana caudal bifurcada e pela presença de grandes espinhos posicionados na parte anterior das barbatanas dorsal e peitorais. Distinguem-se do ictalurídeos pela ausência de barbilhos nas narinas e pela sua cor, geralmente azul-metálica no dorso, mudando para prateada lateralmente e branca ventralmente.

## Géneros
- Amissidens Kailola, 2004.
- Ancharius Steindachner, 1880.
- Ariopsis Gill, 1861.
- Arius Valenciennes in Cuvier et Valenciennes, 1840.
- Aspistor Jordan et Evermann, 1898.
- Bagre Cloquet, 1816.
- Batrachocephalus Bleeker, 1846.
- Brustiarius Herre, 1935.
- Cathorops Jordan et Gilbert, 1883.
- Cephalocassis Bleeker, 1857.
- Cinetodus Ogilby, 1898.
- Cochlefelis Whitley, 1941.
- Cryptarius Kailola, 2004.
- Galeichthys Valenciennes in Cuvier et Valenciennes, 1840.
- Genidens Castelnau, 1855.
- Guiritinga Bleeker, 1858.
- Hemiarius Bleeker, 1862.
- Hemipimelodus Bleeker, 1857.
- Hexanematichthys Bleeker, 1858.
- Ketengus Bleeker, 1847.
- Nedystoma Ogilby, 1898.
- Nemapteryx Ogilby, 1908.
- Netuma Bleeker, 1858.
- Osteogeneiosus Bleeker, 1846.
- Plicofollis Kailola, 2004.
- Potamarius Hubbs et Miller, 1960.
- Sciades Müller et Troschel, 1849.
- Selenaspis